# 前锋镇 (三台县)
前锋镇，是中华人民共和国四川省绵阳市三台县曾经下辖的一个镇。2019年12月，撤销前锋镇，将其所属行政区域划归建平镇管辖。

## 行政区划
前锋镇撤销前下辖以下地区：
社区、杨五沟村、寺垭口村、金龟村、忠义宫村、栏杆桥村、丝公庙村、雷坡村和五根松村。